# 马拉亚姆语维基百科
马拉亚姆语维基百科是维基百科协作计划的马拉亚姆语版本，由非营利组织──维基媒体基金会维持负责。目前是各语言维基百科计划中，规模排名第85（依条目量计算）的维基百科。截至2013年8月已有超过31,000个条目。

## 外部連結
- 马拉亚姆語維基百科 （页面存档备份，存于）